# Corazza (azienda)
Corazza S.p.A. (denominazione intera: IMA Dairy&Food Corazza) è una società italiana con sede a Bologna, Italia leader mondiale nella costruzione di macchine confezionatrici di dadi per brodo, formaggi fusi, burro, margarina e lievito. Dal 2011 è parte del gruppo IMA S.p.A.

## Storia
Fu fondata a Bologna da Natalino Corazza nel 1954.  L'idea della macchina per il confezionamento dei dadi da brodo va attribuito alla signora Maria Corazza (moglie di Natalino), la quale, stanca di conservare in un cartoccio la crema per il brodo, chiede al marito di inventare una macchina che impacchetti il glutammato. Da lì nasce il dado in cubi come lo conosciamo . L'azienda ha concentrato inizialmente la propria attività sulla produzione di dosatrici-avvolgitrici di dadi per brodo, per poi sviluppare anche linee di confezionamento per formaggio in porzioni e burro, prodotti che, per consistenza della pasta, sono simili ai dadi per brodo e che utilizzano il medesimo tipo di materiali di incarto.
Dal 1975, dopo la morte di Natalino Corazza, l'azienda venne guidata dalla moglie Maria Toschi e poi dalla figlia Valeria, e si proietta verso l'esportazione, stringendo accordi con la multinazionale Morningside.
Nell'ottobre 2010 cominciò la trattativa per l'acquisto dell'azienda da parte del Gruppo IMA, conclusa nel 2011 con il perfezionamento del closing della divisione "Dairy & Convenience Food" del precedente gruppo Sympak Corazza.

## Produzione

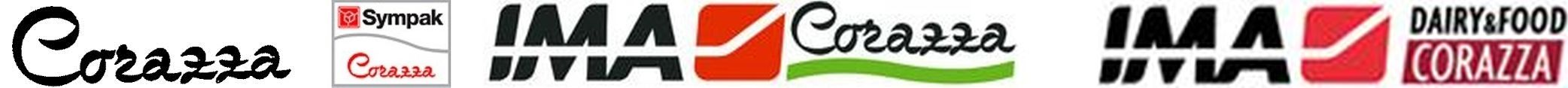
Evoluzione logo Corazza negli anni

Le linee Corazza di confezionamento del formaggio fuso ad oggi operative sono oltre 3000, per una produzione giornaliera di 10.000/ton di formaggio fuso, mentre quelle per dadi per brodo sono circa 1500 per una produzione giornaliera di 4.000/ton di dadi per brodo.